# Ernst Stern
Ernst Stern (1. dubna 1876, Bukurešť, Rumunsko – 28. srpna 1954, Londýn, Spojené království) byl rumunsko-německý scénograf, kostymér a grafik.

## Život a dílo
Stern navštěvoval obchodní akademii ve Vídni a od roku 1894 mnichovskou Akademii výtvarných umění; jeho učiteli byli Nikolaus Gysis a Franz von Stuck. V Mnichově kreslil pro časopisy Jugend a Simplicissimus. Jakožto Tobias Loch, rychlokreslíř, vystupoval v politickém kabaretu Die Elf Scharfrichter (Jedenáct popravčích) a byl i členem výtvarného spolku Mnichovská secese (Münchner Secession) a Dramatické společnosti (Dramatische Gesellschaft).
Roku 1905 přesídlil do Berlína a pracoval mimo jiné pro časopis Lustige Blätter. Max Reinhardt jej angažoval brzy poté, co v roce 1906 převzal berlínské divadlo Deutsches Theater. Sternova první výprava byla k Offenbachovu Orfeu v podsvětí v Neues Theater. Až do Reinhardtova odchodu roku 1921 navrhl jako hlavní scénograf kolem 90 jevištních realizací, jak pro představení německých a světových klasiků (Schiller, Shakespeare, Goethe, Aristofanes, Sofokles, Lessing, Strindberg, Molière, Büchner, Ibsen, Raimund, Lenz), ale též premiér významných soudobých autorů (Gerhart Hauptmann, Hugo von Hofmannsthal, Reinhard Goering aj.). Podřízeni mu byli mimo jiné Edvard Munch a Alfred Roller, se kterým častěji spolupracoval. Stern v té doba patřil ke spolku Berlínská secese (Berliner Secession).
Po Reinhardtově odchodu navrhoval výpravu k operám a operetám. Erik Charell jej roku 1924 učinil svým vedoucím výpravy v divadle Großes Schauspielhaus. V této době vznikly mimo jiné eevue An Alle (1924/25), Für Dich! (1925/26), Von Mund zu Mund (1926/27) a opereta U bílého koníčka (Im weißen Rößl, 1930), s jejíž výpravou se Sternova divadelní práce dostala i do zahraničí (1931 London Coliseum, 1933 Paris Magador a 1936 Center Theatre New York).
Vedle toho Stern od roku 1918 pravidelně navrhoval filmové kulisy. Přitom spolupracoval s předními německými režiséry, jako byli Friedrich Wilhelm Murnau, Ernst Lubitsch, Richard Oswald, Max Mack, Carl Froelich a Wilhelm Dieterle. Navrhl kostýmy k Charellovu slavnému historickému a hudebnímu filmu Kongres tančí (Der Kongreß tanzt, 1931).
V době nástupu nacismu v roce 1933 se nacházel v Paříži při přípravě inscenace operety U bílého koníčka. Stern nejprve zůstal v Paříži a roku 1934 odešel za Charellem do Hollywoodu, aby se podílel na jeho (neúspěšném) filmu Caravane. V témže roce odjel do Londýna, který se stal jeho druhým domovem. Zde se soustředil téměř výlučně na divadelní scénografii ve spolupráci s britskými dramatiky, režiséry a herci, zejména v Savoy Theatre, Aldwych Theatre und Adelphi Theatre. Král Jiří VI. mu udělil penzi. Na sklonku života napsal v angličtině paměti s názvem My Life, My Stage.